# Bataille de Rostov (1941)
Pour les articles homonymes, voir Bataille de Rostov et Rostov (homonymie).
Seconde Guerre mondiale
Batailles
Phase 1
- Brest-Litovsk
- Białystok–Minsk
- Pays baltes
- Raseiniai
- Brody
- Bessarabie et Bucovine du Nord
- Moguilev

Phase 2
- Smolensk
  - Roslavl-Novozybkov (en)
- Avance sur Léningrad

Phase 3
- Ouman
- Odessa
- 1re Kiev
- Tallinn
- Petrikovka (en)
- Ielnia
- Léningrad
- Mer d'Azov (en)

Phase 4
- 1re Kharkov
- Beowulf
- Donbass-Rostov (en)
- Briansk (en)
- 1re Crimée
  - Sébastopol
- Tikhvine
- 1re Rostov
- Gorki
- Moscou

La première bataille de Rostov est une bataille qui oppose la 37e armée soviétique à la I. Panzerarmee.

## Histoire
C'est une bataille de la Deuxième guerre mondiale qui se déroule autour de Rostov entre l'armée allemande du groupe Sud, commandée par le général Gerd von Rundstedt, et l'armée soviétique du sud, commandée par le général Yakov Tcherevitchenko.
La I. Panzerarmee descend de Kiev et encercle les troupes soviétiques à Melitopol en octobre, elle se dirige à l'est le long du rivage de la mer d'Azov vers Rostov.
Le 21 novembre, les Allemands prennent Rostov. Mais comme les lignes allemandes sont trop espacées et comme le flanc gauche est vulnérable, le 27 novembre l'armée soviétique contre-attaque et force les Allemands à se retirer de la ville.
Adolf Hitler interdit la retraite, mais elle est inévitable. C'est le premier retrait allemand de la guerre.
Les pertes de l'armée rouge sont d'environ 140 000 morts, et les allemandes d'environ 14 000 morts.